# Coris debueni
Coris debueni Randall, 1999 è un pesce di acqua salata appartenente alla famiglia Labridae.

## Distribuzione e habitat
Proviene dalle barriere coralline dell'Isola di Pasqua, nell'oceano Pacifico. Nuota tra 1 e 60 m di profondità, soprattutto in zone con fondali sabbiosi; ma a volte gli esemplari più giovani possono essere trovati nelle pozze di scogliera.

## Descrizione
Presenta un corpo allungato, leggermente compresso lateralmente e con la testa dal profilo appuntito. La pinna caudale ha il margine arrotondato. La lunghezza massima registrata è di 27 cm.
Gli esemplari giovani sono prevalentemente marroni, a volte tendenti al grigio o al verdastro, con il ventre con delle macchie bianche abbastanza ampie. Le pinne sono trasparenti, e delle aree più chiare sono presenti anche sul dorso. Gli occhi sono grandi.
I maschi adulti hanno la testa verde striata di arancione, e quasi tutto il corpo è coperto da disegni di quel colore. Sul ventre possono esserci sfumature giallastre, mentre delle zone verdi si mantengono soprattutto sul dorso e sulle pinne, non particolarmente ampie.

## Biologia

### Alimentazione
La sua dieta, prevalentemente carnivora, è composta soprattutto da varie specie di invertebrati acquatici, come crostacei, in particolare granchi e paguri (Trapezia), molluschi bivalvi e gasteropodi (Canarium maculatum, Lima), ed echinodermi, in particolare stelle di mare e Ofiure (Ophiocoma).

### Riproduzione
È oviparo e la fecondazione è esterna. Non ci sono cure nei confronti delle uova.

## Conservazione
Questa specie è classificata come "a rischio minimo" (LC) dalla lista rossa IUCN nonostante possa risentire dei cambiamenti climatici a causa dell'areale molto ristretto.